# Leonhard Viljus
Leonhard Viljus (ur. 28 marca 1904 w Kokorze, zm. 17 stycznia 1970 w Nõmmküla) – estoński strzelec, medalista mistrzostw świata. 
W 1927 ukończył szkołę wojskową. W latach 1933–1939 wybierany do reprezentacji Estonii. 
Jest czterokrotnym medalistą mistrzostw świata. W dorobku ma dwa srebrne i dwa brązowe medale, wszystkie wywalczone w drużynie. Pięciokrotny drużynowy mistrz Estonii. Trzykrotny indywidualny i sześciokrotny drużynowy rekordzista kraju.
Uczestnik walk o niepodległość Estonii. Służył później w armii niemieckiej, został ranny podczas oblężenia Stalingradu w 1942 roku. Powrócił do Estonii w 1944 roku.
Odznaczony Krzyżem Żelaznym II klasy (1942).

## Osiągnięcia

### Medale na mistrzostwach świata
Opracowano na podstawie materiału źródłowego:
| Mistrzostwa   | Konkurencja                                                      | Wynik                | Miejsce |
| ------------- | ---------------------------------------------------------------- | -------------------- | ------- |
| Helsinki 1937 | Karabin wojskowy, trzy pozycje, 300 m, drużynowo                 | 2570 punktów (druż.) | 3       |
| Helsinki 1937 | Karabin wojskowy klęcząc, 300 m, drużynowo                       | 869 punktów (druż.)  | 2       |
| Helsinki 1937 | Karabin wojskowy stojąc, 300 m, drużynowo                        | 804 punkty (druż.)   | 2       |
| Lucerna 1939  | Karabin wojskowy, trzy pozycje, 300 m, drużynowo (3x20 strzałów) | 2548 punktów (druż.) | 3       |